# Ordinador de butxaca
Un ordinador de butxaca  és un petit dispositiu electrònic programable, de la mida d'una calculadora. Aquesta categoria d'ordinadors va tenir principalment importància en la dècada de 1980, Es podien programar en BASIC però alguns dispositius ofereixen alternatives. Per exemple, el Casio PB-2000 podia ser programat en Assembler, BASIC, C i Lisp, també es van desenvolupar per a ell targetes amb Fortran i Prolog.

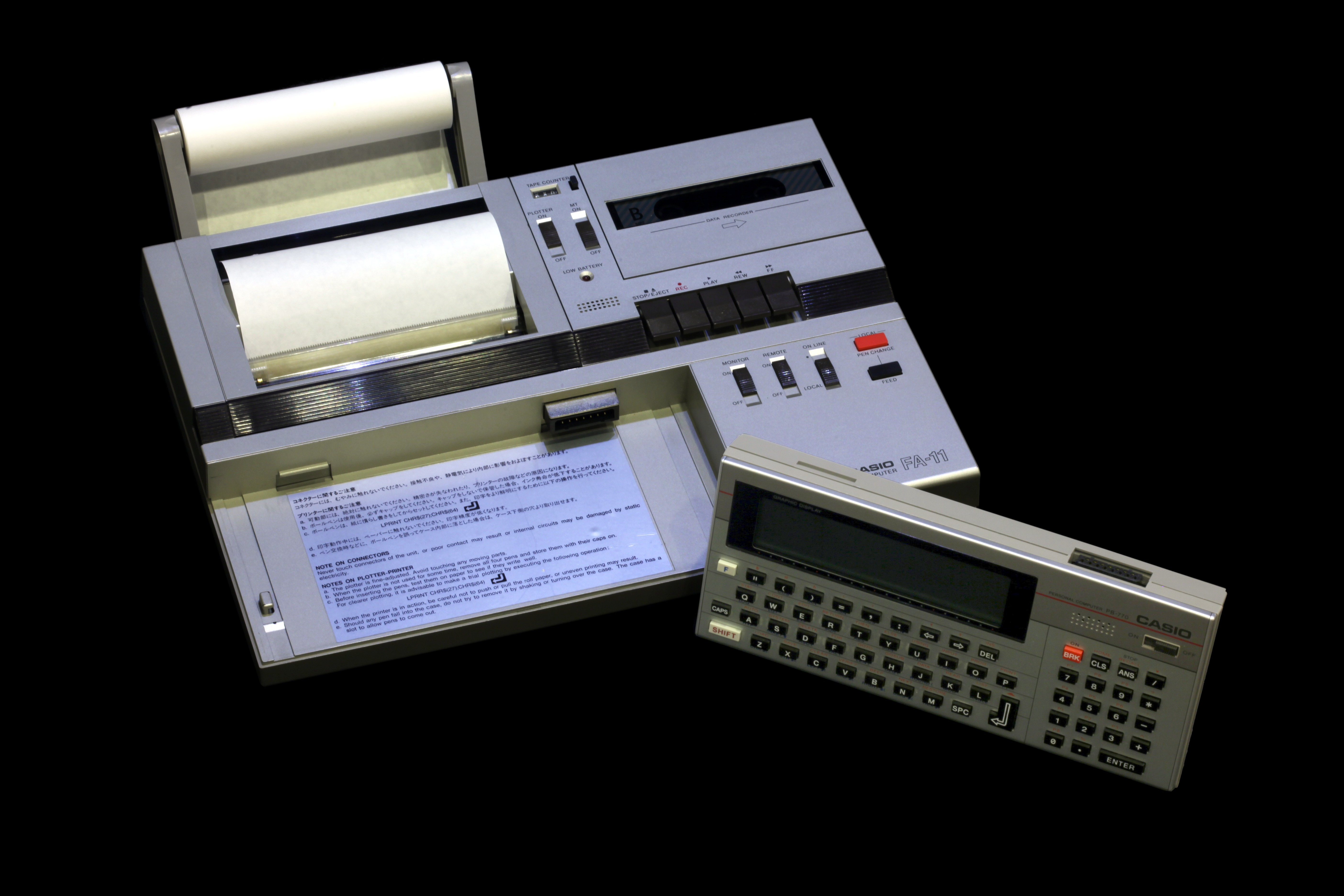
Casio PB-770 amb multi-funció

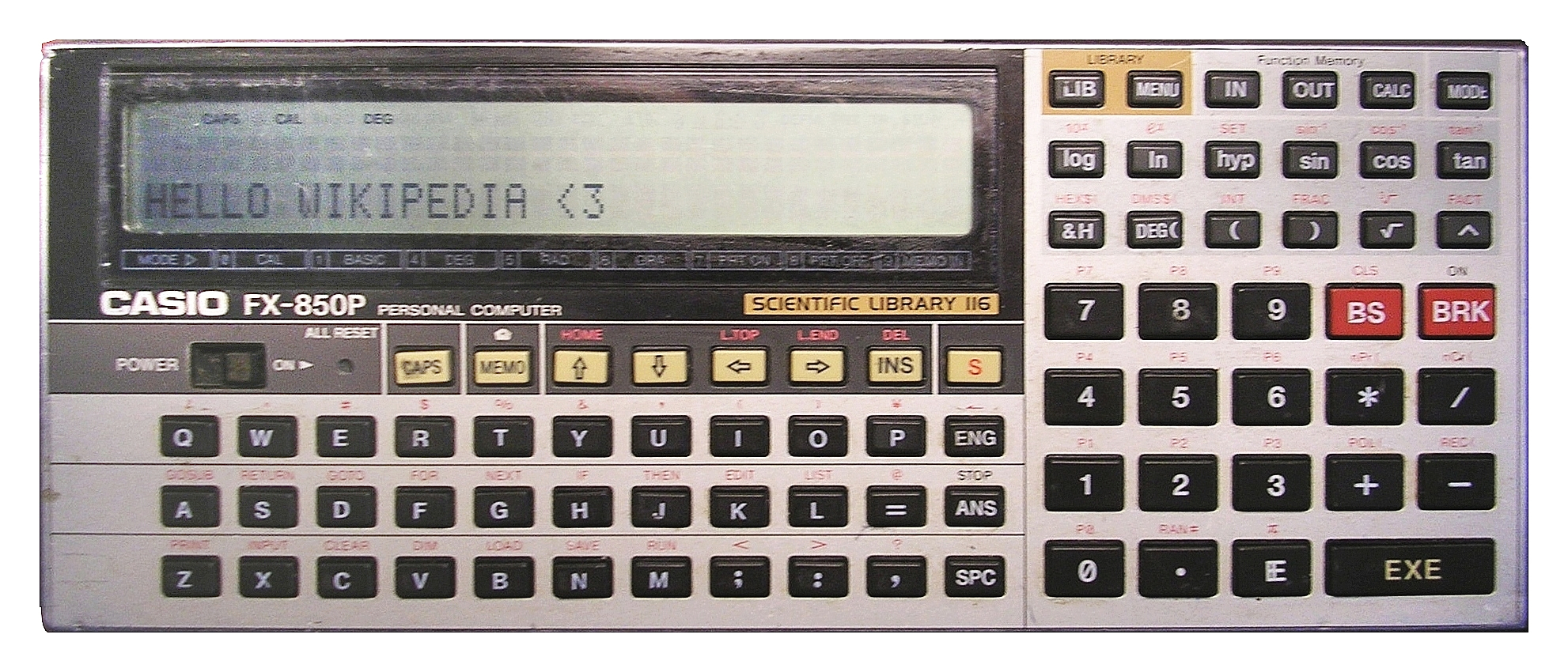
Casio FX-850P

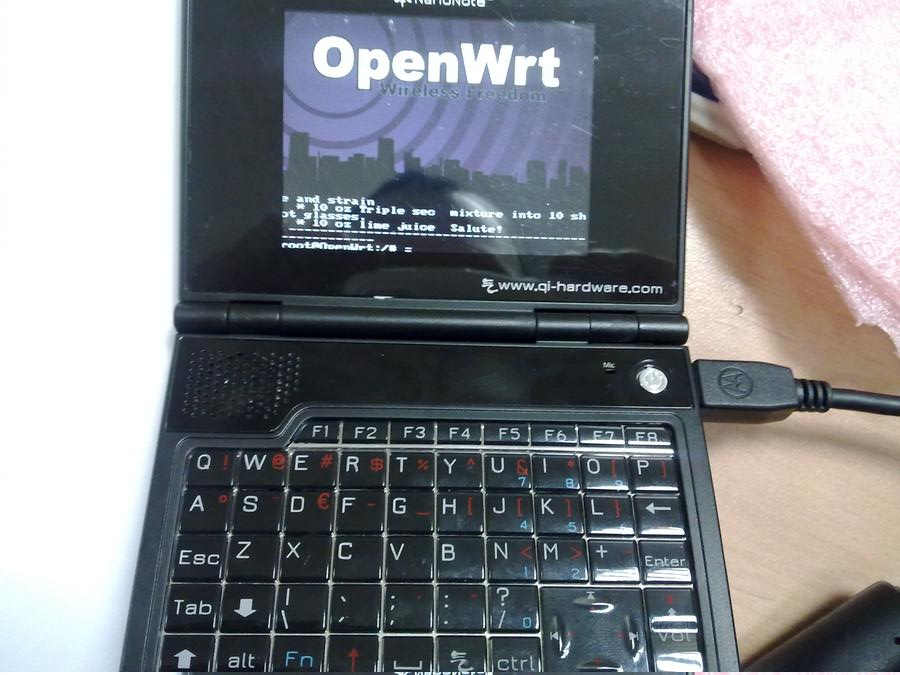
Ben NanoNote

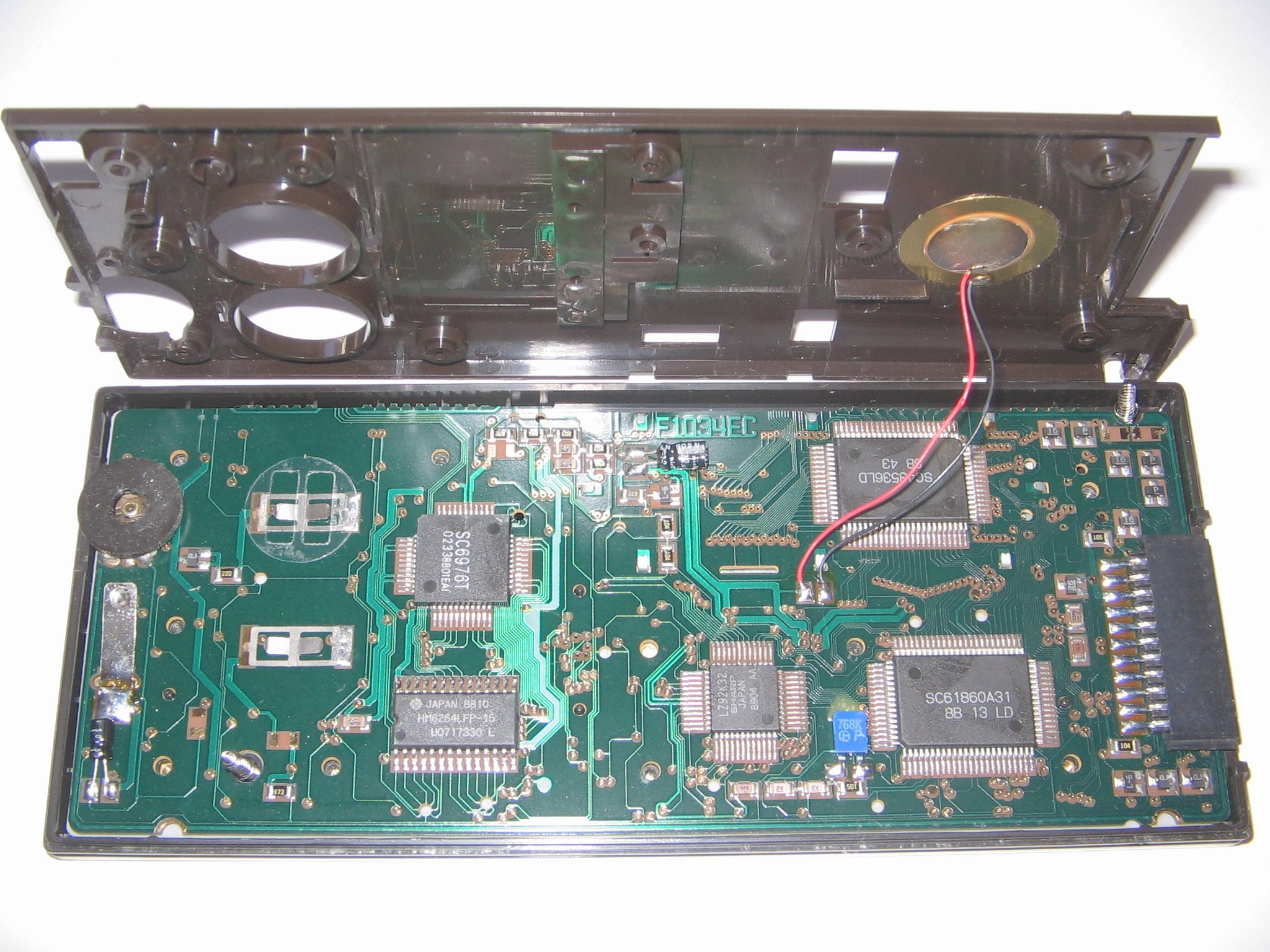
Interior d'un ordinador de butxaca (Sharp PC-1403)

## Història
En la dècada de 1980 van sorgir models de fabricants d'ordinadors de butxaca com Casio, Sharp Corporation, Tandy/Radio Shack o Hewlett-Packard.
El 1989 l'Atari Portfolio, encara que tècnicament classificat com palmtop va ser una mostra primerenca d'alguns dels més moderns dispositius electrònics, seguit d'altres dispositius com els Psion Organiser II (1986) o el Sharp Wizard.
El 1991 aparegué al mercat el primer veritable ordinador de butxaca amb un display prou gran per visualitzar un full de càlcul, o un document de Word i que tot i tenint teclat es podia emprar sobre el palmell de la mà: el Psion Series 3. Tenia una pantalla (amb gràfics) de 16 files per 40 columnes i funcionava amb el sistema operatiu Psion OS (s'alimentava amb dues piles).
El concepte d'ordinador de butxaca arribaria a Catalunya uns anys més tard. Una mostra d'això és que fins al 2003 no es normalitza el terme "ordinador de butxaca". El DOGC núm. 3970 - 18/09/2003, va normalitzar aquest concepte tan habitual en el sector.
PDA.- L'any 1993 l'Amstrad Penpad, basant-se en el Newton d'Apple va assentar la base de les funcionalitats d'un nou tipus d'ordinador sense tecles: la PDA. El gener de 1996 la companyia 3Com presentava el primer organitzador personal de la sèrie Palm Pilot, que un temps després passaria a dir-se simplement Palm. Incorporava una memòria RAM de 128 kB, un processador de 4 MHz i una pantalla de 8 files per 40 columnes. Funcionava amb dues piles, i funcionava amb el sistema operatiu Palm OS.

## Dades tècniques (1980)
- Memòria RAM: 0,9-1,9 MB KB (PC-1211)
- Memòria ROM: 11 KB
- CPU: bit 256 kHz / 4
- Visualitzador: display gràfic de 24 caràcters utilitzant la tecnologia LCD (matriu 5 x 7), amb visualització de xifres, lletres majúscules i caràcters especials, però sense gràfics. Els càlculs es mostraven amb un màxim de deu dígits i un exponent de dos dígits.
- So: Vibrador piezoelèctric, accessible des de BASIC mitjançant l'ordre "BEEP"
- Teclat: teclat QWERTY + teclat numèric i tecles de funció i especials
- Font d'alimentació: 5,4 volts CC amb quatre piles de tipus MR-44 amb una durada d'unes 300 hores.
- Preu (1980) des d'uns 200 US$

## Llista d'ordinadors de Butxaca
| Fabricant                | Models |
| ------------------------ | --- |
| Casio                    | FX-700P, FX-702P, FX-710P, FX-720P, FX-730P, FX-750P, FX-785P, FX-790P, FX-795P, FX-802P FX-820P, FX-840P, FX-850P, FX-880P, FX-890P, PB-80, PB-100, PB-500F, PB-770, PB-1000, PB-2000C |
| Elektronika              | MK 85, MK-85M, MK-90, MK-95, MK-98 |
| Hewlett-Packard          | HP-75C, HP-71B |
| Kikuichi                 | PC-A10, PC-A2 |
| Nixdorf Computer         | LC 3000 |
| Olympia Business Systems | OL-H004 |
| Panasonic                | RL-H1400 HHC (també com a Quasar HK-2600TE), RL-H1800 HHC |
| Qi Hardware              | Ben NanoNote |
| Sharp                    | PC-1210 & 1211, PC-1246S, PC-1500, PC-1430, PC-1401, PC-1403, PC-1405G, PC-1260, PC-1261, PC-1262, PC-1280, PC-1350, PC-1360, PC-1460, PC-1475, PC-E220, PC-E500(S)                     |
| Tandy Corporation        | Tandy/TRS-80 Pocket Computer PC-1, PC-2, PC-3, PC-4, PC-5, PC-6, PC-7, PC-8 |
| Texas Instruments        | TI-74, TI-74S |
| Toshiba                  | IHC-8000 system |